# José Morillo y Ferradas
José Morillo y Ferradas fue un pintor español del siglo XIX.

## Biografía

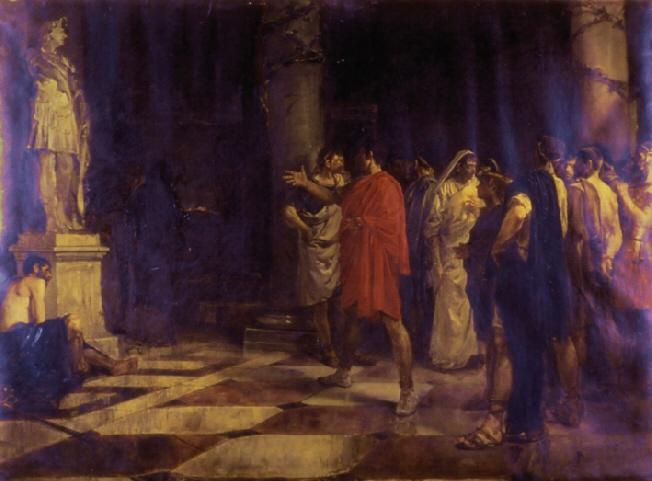
Julio César en Cádiz

Pintor, fue discípulo de la Escuela de Bellas Artes de Cádiz, en cuyas clases superiores obtuvo diferentes premios. En la Exposición celebrada en aquella ciudad en 1882 presentó Un estudio de cabeza.